# كاتارزينا نواك
كاتارزينا نواك (بالبولندية: Katarzyna Nowak)‏ هي لاعبة كرة مضرب بولندية، ولدت يوم 13 يناير 1969 بمدينة وودج في بولندا.

## وصلات خارجية
- كاتارزينا نواك على موقع رابطة محترفات التنس (الإنجليزية)
- كاتارزينا نواك على موقع الاتحاد الدولي لكرة المضرب (الإنجليزية)
- كاتارزينا نواك على موقع كأس بيلي جين كينغ (الإنجليزية)
- كاتارزينا نواك على موقع خلاصة التنس.كوم (الإنجليزية)
- كاتارزينا نواك على موقع أوليمبيديا (الإنجليزية)
- كاتارزينا نواك على موقع اللجنة الأولمبية البولندية (مؤرشف) (البولندية)